# Karl Lamp
Karl Lamp (también conocido como Carlos Lamp), fue un inmigrante alemán que llegó al Perú en 1867, se avecindo en el distrito de Paucartambo del Cusco. Fue proclamado como Viracocha y coronado como Inca en Paucartambo.

“Mi vecino, el joven alegre, me lo presentó, dándome la siguiente explicación, sobre el título de ministro que le había dado.
“El señor Patberg”. Principió mi amigo con su tono y gesto humorístico habituales, “es el gran jefe de la cancillería del gran imperio incaico que gobierno el inca Carlos Lamp, y como usted, señor von Hassel, ignorará la existencia de este poderoso imperio, así como del inca que la preside, voy a ponerlo a usted al tanto”.
Von Hassel, 1905

## Biografía
Karl Lamp llegó al Perú en el año 1867, se avecindo en el distrito de Paucartambo ubicado en el departamento del Cusco. a su llegada los indígenas de la comunidad lo trataron como una divinidad y lo proclamaron como Viracocha. Convivió con los indígenas del lugar, trabajando junto a ellos.
Rápidamente la población del lugar se puso a sus órdenes, los ancianos le ofrecieron su milenaria sabiduría; los hombres, su libertad y fuerza de trabajo; las mujeres se enamoraron de él por su carácter y físico, empezando a hacer poligamias públicas, contrajo nupcias con una de las descendientes de las Panacas Incaicas. Al pasar el tiempo, en Paucartambo nacieron mestizos con tonalidad blanca; la gran mayoría de indígenas del Cusco y lugares aledaños conocieron a Karl Lamp como el Inca y semidiós Viracocha, algunos creyeron que probablemente sea el Inkarri. Vieron en Lamp al nuevo Viracocha y la posibilidad de resucitar el Incanato.

Tan grandes fueron el amor y la confianza del pueblo andino en su jefe sajón que le ofrendaron cuanto poseía: los ancianos, el milenario secreto; los hombres, su libertad; las mujeres, la flor virgnial; los niños, sus caricias filiales.
Luis E. Valcárcel, 1927

Inició una rebelión contra la República del Perú con el fin de establecer un nuevo Tahuantinsuyo. Sus tropas capturaron los distritos de Quispicanchi y Calca. Fue capturado por la milicia republicana y desterrado del Perú en 1883. A pesar de ello más tarde regresaría al Perú, para reunirse con sus súbditos y continuar con su campaña política.

Karl Lamp extendió sus reales dominios a los pueblos del contorno, y los ayllus numerosos de Kispikanchi y Kallka; veinte mil indios obedecían a sus órdenes; con sus legiones serranas podía él conflagrar todo el Perú y Bolivia.
Luis E. Valcárcel, 1927

Soñó con realizar un pacto con Prusia, decidió a trasladarse a Europa en el más breve tiempo, con el expreso designio de negociar con Otto Von Bismarck y obtener el apoyo alemán para poder gobernar el Perú, pues ya tenía adeptos en toda la sierra, solo le faltaba la logística necesaria.

Y soñó un pacto grandioso con su patria, la Prusia; aliado de su rey, dueño y señor del Perú, muchos años antes de la Guerra Grande, podía proclamar el Deutschland liber alles. La supremacía germana en el Pacífico, quién sabe sería el prodromo de la supremacía mundial del Reich. Karl Lamp miraba lejos, y se decidió a trasladarse a Europa en el más breve tiempo, con el expreso designio de negociar con Bismarck.
Luis E. Valcárcel, 1927

Los ancianos le rogaron que no lo hiciera, que desistiese de un viaje largo, pues auguraban que algo fatal le iba a pasar. Karl Lamp no escuchó razones y viajó.
Pasaron los meses y los años, y nada se supo de Karl Lamp. Se dice que estando en viaje de vuelta a América, pereció a bordo, otros que al desembarcar en Perú, fue asesinado por los espías del estado. En las serranías de Paucartambo, la historia de Lamp se ha convertido en la mística leyenda del Inca rubio. Entre las diversas teorías de su desaparición, las que mayor fuerza toman apuntan a que Karl Lamp murió de una enfermedad de transmisión sexual. Otros dicen que huyó llevándose todo el botín del Imperio Incaico. Sin embargo, hay posibilidades de que sus descendientes esparcidos en Paucartambo y Cuzco nos den alguna pista de lo que le pasó.